# ليفينهوكيلة باليثوية
ليفينهوكيلة باليثوية (الاسم العلمي:Leeuwenhoekiella palythoae) هي نوع من البكتيريا تتبع جنس الليفينهوكيلة من فصيلة نظيرات الصيفرية.